# Diaulinopsis
Diaulinopsis is een geslacht van vliesvleugeligen uit de familie Eulophidae. De wetenschappelijke naam van dit geslacht is voor het eerst geldig gepubliceerd in 1912 door Crawford.

## Soorten
Het geslacht Diaulinopsis omvat de volgende soorten:
- Diaulinopsis albiscapus (Girault, 1916)
- Diaulinopsis arenaria (Erdös, 1951)
- Diaulinopsis callichroma Crawford, 1912
- Diaulinopsis subatricorpus Girault, 1915